# Augustyn Fangi z Biella
Augustyn Fangi z Biella (ur. w 1430 w Bielli, zm. 22 lipca 1493 w Wenecji) – włoski dominikanin, Błogosławiony Kościoła katolickiego.

## Życiorys
Urodził się szlacheckiej rodzinie. Wstąpił do zakonu kaznodziejskiego i szybko został przeniesiony do klasztoru w Pawii. Był egzorcystą. Zmarł 22 lipca 1493 roku. Przy jego grobie, za jego wstawiennictwem, wydarzyły się dwa cuda: podczas chrztu martwe dziecko zostało przywrócone do życia i uwolnienie opętanej kobiety od pięciu demonów.
Został beatyfikowany przez papieża Leona XIII w 1878 roku, a jego wspomnienie obchodzone jest 22 lipca.